# Anda-Louise Bogza
Anda-Louise Bogza (* 27. února 1965 Piatra Neamț, Rumunsko) je česká operní pěvkyně-sopranistka rumunského původu žijící trvale v Praze. Je nositelkou Ceny Thálie v kategorii opera za rok 2007. Do roku 2023 působila jako sólistka Národního divadla v Praze.

## Kariéra
Studovala nejprve na bukurešťské Konzervatoři G. Enescu a následně na Hudební akademii v Bukurešti. Později  v Praze vystudovala klavír, zpěv a cembalo na Akademii múzických umění. Ještě v době studií v roce 1990 zpívala sopránové sólo v oratoriu Missa solemnis Miloše Boka.
Po absolutoriu začala působit ve Státní opeře a Národním divadle v Praze, kde vytvořila řadu klíčových operních rolí a kde působí dosud. Kromě toho zpívala například Aidu ve Vídeňské státní opeře, v Berlíně a v Lipsku, Toscu na festivalu ve Florencii, v Bavorské státní opeře, ve Frankfurtu, v Bordeaux, v New Israeli Opera, ve Slovenském národním divadle, v Japonsku, v Rumunské národní opeře a na Salcburském hudebním festivalu. 
V roli Leonory v opeře Trubadúr vystupovala v Hamburku, v Maďarské státní opeře, v Královském dánském divadle a na operních jevištích v USA. 
Roku 2005 poprvé vystoupila v Pařížské opeře v roli Rusalky.

## Ocenění
Roku 1994 na Mezinárodní pěvecké soutěži ve Vídni vyhrála jak první cenu, tak také cenu publika. V roce 2007 získala Cenu Thálie v kategorii opera.